# Кнудсен, Гуннар
Онон Гунериус (Гуннар) Кнудсен (норв. Aanon Gunerius Knudsen; 19 сентября 1848, Стоккене (ныне Арендал) — 1 декабря 1928, Гьерпен (ныне Шиен) — норвежский политический и государственный деятель, дважды премьер-министр Норвегии (19 марта 1908  — 2 февраля 1910  и 31 января 1913  — 21 июня 1920),  президент стортинга Норвегии (1906/1907—1909 и 1913—1915), министр,  предприниматель, судовладелец, инженер-кораблестроитель.

## Биография
Сын капитана корабля и судовладельца Кристена Кнудсена. Образование получил в Техническом университете Чалмерса в Гётеборге. Получив специальность инженера, вернулся на родину. Работал по специальности, затем отправился в Англию, где изучал технику судостроения на верфи Пайлз в Сандерленде. Первым кораблем, который он спроектировал для семейной верфи Gambetta, был спущен на воду в 1871 году. Пребывание в Англии убедило Кнудсена в том, что дни парусных кораблей сочтены и что семейному бизнесу необходимо в будущем начать строить паровые корабли.
В 1872 году  унаследовали верфь и корабли своего отца. В последующие годы вместе с братом создал верфь и судоходную компанию: JC og G. Knudsen. До 1879 года спроектировал для своей компании пять кораблей.
Член Либеральной партии Норвегии.
С 1886 по 1892 год был мэром города Гьерпена. Избирался депутатом стортинга, парламента Норвегии  (1892–1897, 1900–1903, 1906–1909, 1913–1924), трижды был его председателем (1906–1909, 1913, 1920–1921). 
В 1909–1927 годах был лидером своей либеральной партии, с 1906 по 1908 год и в 1920–1921 годах был главой парламентской фракции. 
Работал министром земледелия Норвегии (1903, 1913–1919), министром аудита  (1903, 1905, 1908–1910, 1913–1918), а также министром финансов (1903, 1905, 1908–1910, 1919–1920). 
Дважды занимал пост премьер-министра Норвегии (1908–1910, 1913–1920).